# Wichman IV van Hamaland
Wichman IV (ca. 920 - Mönchengladbach, 20 juli na 974) was graaf van Hamaland en de Veluwe, burggraaf van Gent, en  graaf van het Gooi (Naardingerland). Hij stamde waarschijnlijk uit het geslacht der Billungen, en was een zoon van Meginhard IV van Hamaland. 
Wichman werd in 936 voor het eerst genoemd als graaf. In 955 trouwde hij met Liutgard (936 - 29 september 964), dochter van Arnulf I van Vlaanderen. Daarbij werd hij burggraaf van Gent en de gebieden ten noorden daarvan, tot aan de Schelde, als vazal van Arnulf. Samen met Arnulf stichtte hij de Sint-Baafsabdij van Gent opnieuw, die door de Vikingen was verwoest. Wichman werd voogd van de Sint-Baafsabdij en werd in 956 ook voogd voor de goederen die de abdijen van Sint Omaars en Maagdenburg bij Deventer bezaten.
In 966 overleed zijn enige zoon. Wichman was toen al weduwnaar en het wegvallen van zijn opvolger moet een grote slag voor hem zijn geweest. Hij droeg zijn Vlaamse lenen over aan zijn neef en zwager Dirk II van Holland en hij stichtte het Sticht Elten. Zijn jongste dochter Liutgard werd er abdis en Wichman schonk twee derde deel van zijn persoonlijke bezittingen aan het klooster en droeg alle grafelijke rechten op het klooster over. Zijn oudste dochter Adela, die alleen een derde deel van de persoonlijke bezittingen zou krijgen, weigerde dat te accepteren. Daarom liet Wichman de schenkingen bevestigen door de keizer. Adela heeft tot in 996 tot aan het keizerlijke hof procedures gevoerd, uiteindelijk kreeg ze de helft van de persoonlijke bezittingen en van de grafelijke rechten van haar vader toegewezen.
Wichman werd in 974 lekenbroeder in het klooster te Mönchengladbach. Hij overleed daar op 20 juli van een jaar (kort?) ná 974. Wichman is begraven te Hoog-Elten. Zijn stoffelijk overschot is niet teruggevonden bij de opgravingen van 1964-1965. Het is waarschijnlijk bijgezet in een afzonderlijke kapel waarin ook het Gangulf-altaar stond en die zich iets ten zuidoosten van de familiebegraafplaats moet hebben bevonden. Bij de opgravingen in Hoog-Elten is het graf van zijn vrouw Liutgard wel gevonden. Aan haar skelet ontbrak één hand met het polsgewricht, terwijl haar gebeente daar tekenen van botvliesontsteking vertoonde. Zij is dus overleden aan de gevolgen van een ernstig ongeval of een geweldsincident.
Wichman was een zoon van Meginhard IV. Wichman en Liutgard van Vlaanderen (dochter van Arnulf van Vlaanderen en Aleidis van Vermandois) kregen de volgende kinderen:
- Wichman V (ca. 957 - 1 augustus 965 of uiterlijk 966, begraven te Elten
- Adela van Hamaland (ca. 950 - ca. 1025).
- Liutgard van Elten, eerste abdis van het sticht Elten (ca. 953 - ca. 1000)